# Олдфилд, Финнегэн
Финнегэн Олдфилд (фр. Finnegan Oldfield; род. 10 января 1991, Льюис, Англия) — французский и британский актёр. Получил первую роль в телевизионном фильме «Атлантический остров» (2003), затем играл в нескольких сериалах. За роль в фильме «Ковбои» (2015) был номинирован на премию «Сезар» в категории «Самому многообещающему актёру».

## Фильмография
| Год       |     | Русское название                  | Оригинальное название                    | Роль                             |
| --------- | --- | --------------------------------- | ---------------------------------------- | -------------------------------- |
| 1997—2009 | с   | Уголовная полиция                 | P.J.                                     | Лайонель                         |
| 2003      | тф  | Атлантический остров              | L'île atlantique                         | Жан-Батист Сейнелє               |
| 2005      | с   | Спираль                           | Engrenages                               | Дилан                            |
| 2007      | с   | Громада                           | La commune                               | Франсуа Лазаре                   |
| 2008      | ф   | Высокие стены                     | Les hauts murs                           | Заикающийся                      |
| 2011      | ф   | Минеры 27                         | Mineurs 27                               | Станислас Касарелли              |
| 2011      | ф   | Пупупиду                          | Poupoupidou                              | Ричи                             |
| 2011      | ф   | Штиль                             | La mer à l'aube                          | Жильбер Брустляйн                |
| 2012      | кор | Это не фильм о ковбоях            | Ce n'est pas un film de cow-boys         | Винсент                          |
| 2013      | кор |                                   | Désolée pour hier soir                   | Жереми                           |
| 2013      | ф   | Марш                              | La marche                                | радиоведущий                     |
| 2014      | с   | Налёт                             | Braquo                                   | молодой грабитель                |
| 2014      | ф   | Уик-энды                          | Week-ends                                | Эрван                            |
| 2014      | кор | По реке                           | La traversée                             | Люка                             |
| 2014      | ф   | Жеронимо                          | Geronimo                                 | Никис Скорпион                   |
| 2014      | кор | Панда                             | Panda                                    |                                  |
| 2014      | ф   | Выпускной экзамен                 | À toute épreuve                          | Лебарс                           |
| 2014      | ф   | Лили Роуз                         | Lili Rose                                | служитель                        |
| 2014      | кор | Жаба и Бог                        | La grenouille et Dieu                    |                                  |
| 2014      | кор | Мадемуазель                       | Mademoiselle                             | молодой человек 1                |
| 2014      | тф  | Танцующие на голове               | Ceux qui dansent sur la tête             | Френзи                           |
| 2014      | кор | Этот древний мир                  | Ce monde ancien                          | Винсент                          |
| 2015      | ф   | Ни на небесах, ни на земле        | Ni le ciel ni la terre                   | Патрик Мерсьє                    |
| 2015      | ф   | Ковбои                            | Les cowboys                              | Жорж Болланд по прозвищу «Малыш» |
| 2015      | ф   | Современная история любви         | Bang Gang (une histoire d'amour moderne) | Алекс                            |
| 2016      | ф   | Ноктюрама                         | Nocturama                                | Давид                            |
| 2016      | ф   | Чинить живых                      | Réparer les vivants                      | Максим                           |
| 2016      | ф   | Жизнь                             | Une vie                                  | Поль де Ламар (в 20 лет)         |
| 2017      | ф   | Марвин, или прекрасное воспитание | Marvin ou la Belle Éducation             | Марвин Бижу                      |
| 2017      | ф   | Обещание на рассвете              | La promesse de l'aube                    | капитан Ланжен                   |
| 2022      | ф   | Убойный монтаж                    | Coupez !                                 | Рафаэль                          |
| 2022      | ф   | Корсаж                            | Corsage                                  | Луи Лепренс                      |
| 2025      | ф   | Кутюр                             | Couture                                  |                                  |

## Награды и номинации
| Награды и номинации Финнегэна Олдфилда                                 | Награды и номинации Финнегэна Олдфилда | Награды и номинации Финнегэна Олдфилда | Награды и номинации Финнегэна Олдфилда |
| Год                                                                    | Категория                              | Фильм                                  | Результат                              |
| ---------------------------------------------------------------------- | -------------------------------------- | -------------------------------------- | -------------------------------------- |
| Международный кинофестиваль короткометражных фильмов у Клермон-Феррани |                                        |                                        |                                        |
| 2013                                                                   | Лучший актер                           | Это не фильм о ковбоях                 | Победа                                 |
| Премия «Сезар»                                                         |                                        |                                        |                                        |
| 2016                                                                   | Многообещающий актёр                   | Ковбои                                 | Номинация                              |
| Премия «Люмьер»                                                        |                                        |                                        |                                        |
| 2017                                                                   | Самый перспективный актер              | Современная история любви              | Номинация                              |